# Jonathan Harris (velejador)
Jonathan Bruce Harris OAM (nascido em 31 de outubro de 1955) é um velejador paralímpico australiano. Em 2016, Harris foi aos Jogos Paralímpicos do Rio de Janeiro, no Brasil, onde conquistou a medalha de ouro na classe Sonar. Também disputou a Paralimpíada de Londres 2012 e encerrou a participação sem conquistar medalhas. Já obteve quatro medalhas no mundial da mesma modalidade, uma a prata e as demais, bronze.

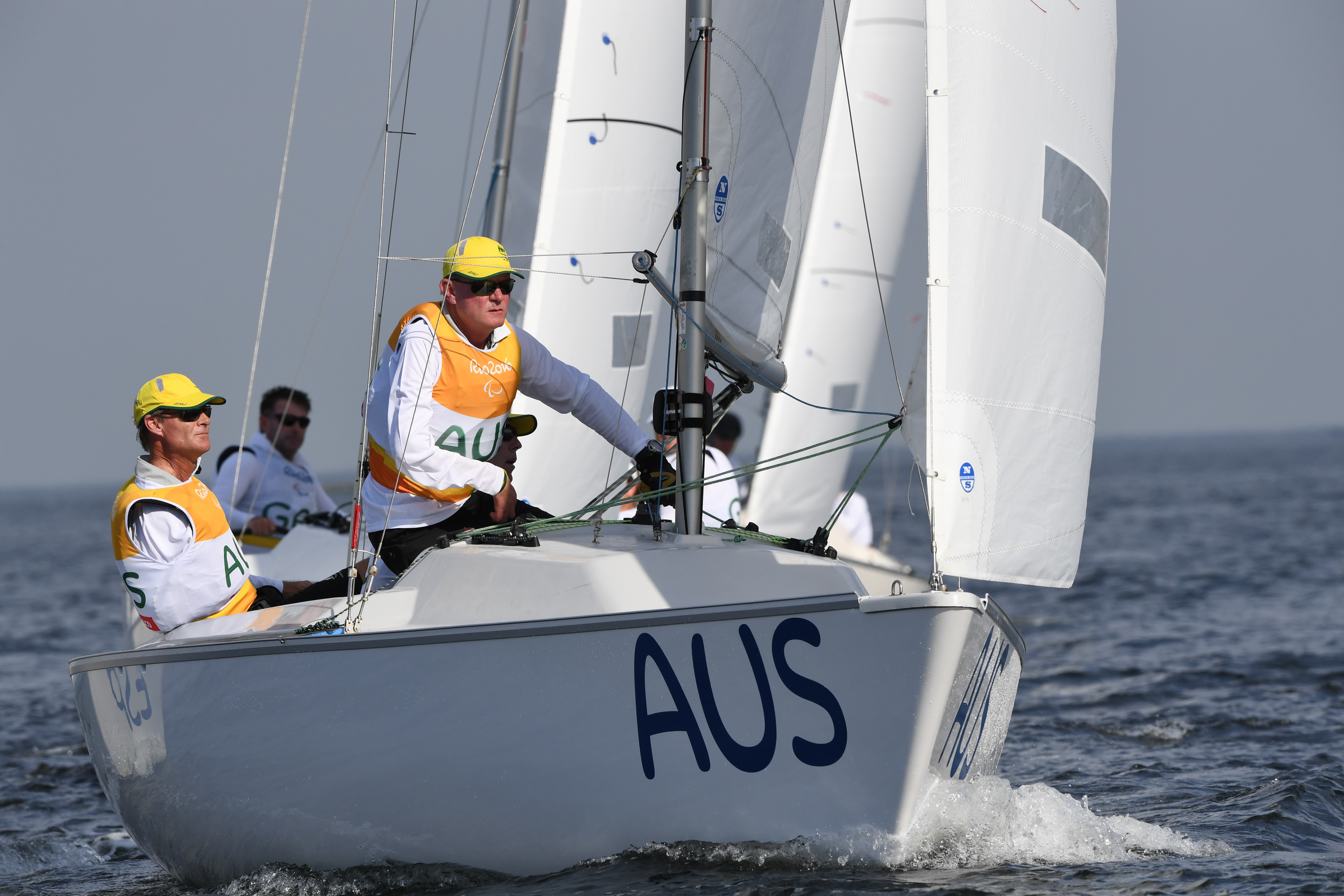
Colin Harrison, Russell Boaden, Jonathan Harris velejando na Paralimpíada Rio 2016.